# Oleg (film)
Pour plus de détails, voir Fiche technique et Distribution.
Oleg est un film dramatique franco-belgo-lituano-letton réalisé par Juris Kursietis sorti en 2019.

## Fiche technique
- Titre original : Oleg
- Réalisation : Juris Kursietis
- Scénario : Juris Kursietis, Liga Celma-Kursiete et Kaspars Odinš
- Décors : Stéphane Rubens
- Costumes : Inese Kalva
- Photographie : Bogumil Godfrejow
- Montage : Matyas Veress
- Musique : Jonas Jurkunas
- Producteur : Aija Berzina et Alise Gelze
  - Assistant producteur : Zane Buksa
  - Coproducteur : Guillaume de Seille, Lukas Trimonis et Isabelle Truc
  - Producteur délégué : Cédric Iland, Nadia Khamlichi et Adrian Politowski
  - Producteur exécutif : Madara Kalnina
- Sociétés de production : Tasse Film, Iota Production, In Script et Arizona Productions
- Société de distribution : Best Friend Forever et Arizona Distribution
- Pays d'origine :  Lettonie,  Belgique,  Lituanie et  France
- Langue originale : anglais, russe, polonais, letton, français et flamand
- Format : couleur
- Genre : Drame
- Durée : 108 minutes
- Dates de sortie :
  - France : 
    - 17 mai 2019 (Festival de Cannes)
    - 30 octobre 2019 (en salles)

## Distribution
- Valentin Novopolskij : Oleg
- Dawid Ogrodnik : Andrzej
- Anna Próchniak : Malgosia
- Adam Szyszkowski : Krysztof
- Guna Zarina : Zita
- Marcos Adamantiadis : le détective
- Toussaint Colombani : l'interprète
- Jean-Henri Compère : l'inspecteur
- Edgars Samïtis : Andris

## Accueil

### Critique
- En France, le film obtient une note moyenne de 3⁄5 sur le site Allociné, qui recense 24 titres de presse[3].

- Pour le site Ecran Large, Oleg est un drame social poignant « Politique et direct, le drame de Juris Kursietis se joue habilement de l'apparente modestie de sa forme pour délivrer un coup de poing déchirant sur les conditions de vie des travailleurs détachés et l'attitude prédatrice de l'Europe. »[4].

- Pour le magazine de cinéma Première, le film n'est pas sans défauts malgré une mise en scène efficace « Oleg tient la route grâce à ce parti pris de plans qui enferment les personnages dans le cadre pour traduire la sensation d’étouffement du protagoniste. Dommage alors qu’il se perde dans de pataudes séquences oniriques péniblement redondantes avec le sujet, montrant Oleg prisonnier d’une eau glaciale et incapable de remonter à la surface. »[5].